# Сан-Филиппо-дель-Мела
Сан-Филиппо-дель-Мела (итал. San Filippo del Mela) — коммуна в Италии, располагается в регионе Сицилия, в провинции Мессина.
Население составляет 7138 человек (2008 г.), плотность населения составляет 725 чел./км². Занимает площадь 10 км². Почтовый индекс — 98044, 98040. Телефонный код — 090.
Покровительницей коммуны почитается Пресвятая Богородица, празднование 16 июля.

## Демография
Динамика населения:

## Администрация коммуны
- Официальный сайт: http://www.comune.sanfilippodelmela.me.it